# 아우 반도
아우반도(독일어: Halbinsel Au)는 스위스 취리히주 아우 지자체에 있는 취리히제 호숫가에 위치해 있다.

## 지리
아우는 치머베르크 고원의 경사면에 있는 취리히제 호숫가 남서쪽에 위치한 반도이다. 남쪽에는 곶과 반도 사이에 작은 호수가 있으며 북쪽에는 갈대 풍경이 있다. 이 지역은 베덴스빌과 호르겐 사이의 아우 지자체에 있다.

## 역사

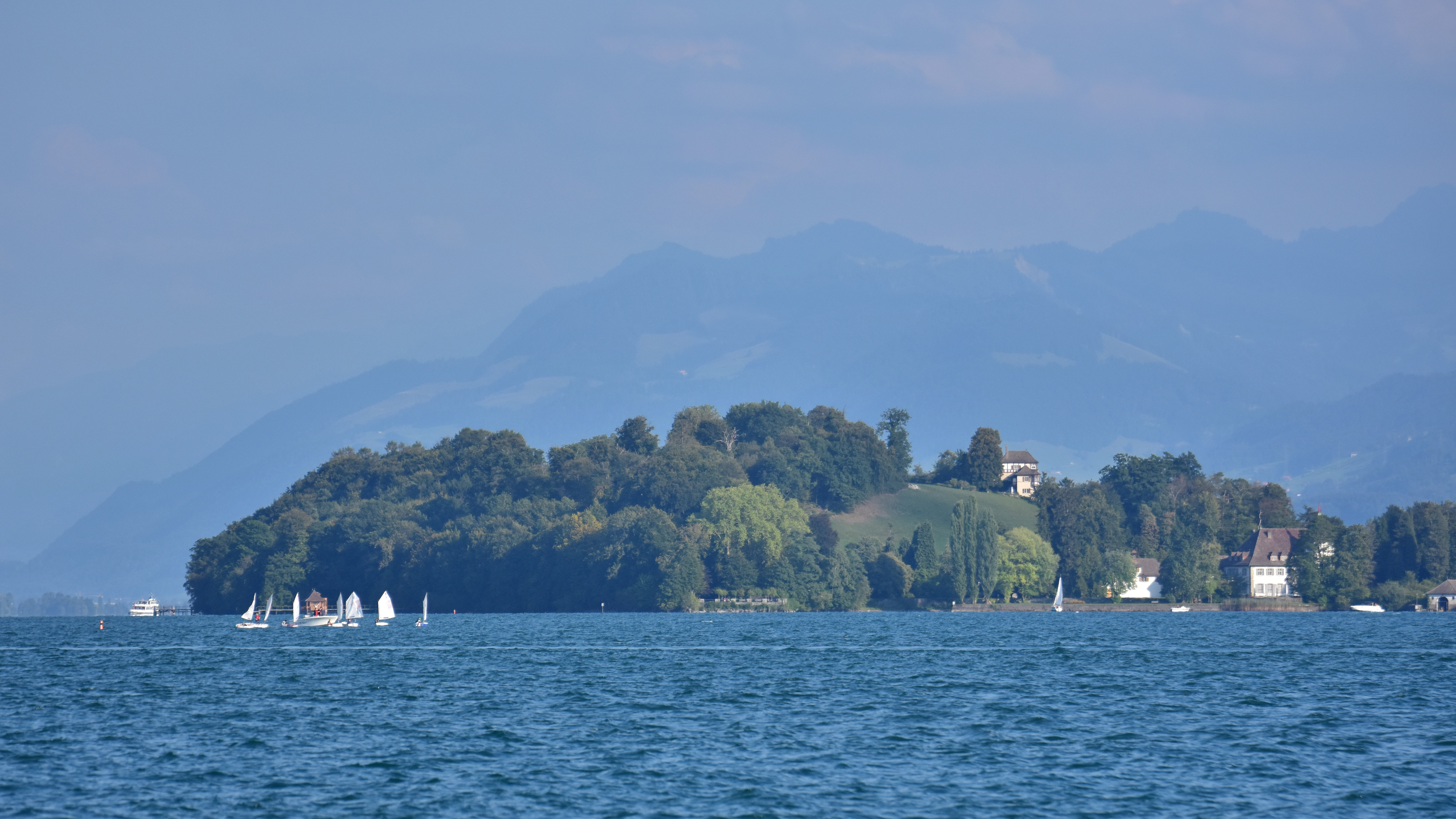
북쪽에서 본 반도

아우반도에 위치한 베덴스빌-포어더 아우(Wädenswil–Vorder Au)라는 신석기 시대 유적지는 취리히제 주변의 수많은 선사 시대 말뚝 주거지 중 하나이다. 아우에서는 핀과 호르겐 사이의 과도기에서 발견된 수많은 도자기와 직물과 비커 문화의 유물이 발굴되었다.
대략 0.5k㎡의 큰 반도는 1316년 부비콘의 나이츠 호스비탈러(Knights Hospitaller) 사령부에 속한 «Owe»로 처음 언급되었다. 그 이름은 남쪽의 작은 호수 때문에 "내륙의 섬"을 의미하는 독일어 아우(Au)에서 파생된 것일 수 있다. 1550년 나이츠 호스피탈러에 의해 판매되었으며, 1835년까지 취리히 구시가지 공화국의 영역이었다. 아우 농장은 1550년 스위스 장군 한스 루돌프 베르트뮐러(1614–1677)에 의해 인수되었다. 아우반도는 문학적 영예를 더 얻었다. 독일 시인 프리드리히 고틀리프 클로프슈토크 (1724–1803)은 ‘취리히 호수에 대한 송가’, 그리고 1878년 콘라트 페르디난트 마이어는 다시 베르트뮐러에 관한의 소설을 섰다. 1835년 옛 도시 공화국이었던 취리히 주가 아우 땅을 팔았고, 1865년/66년 언덕 꼭대기에 최초의 레스토랑이 세워졌다. 그것은 1900년대에 "Pensions- und Cur-Anstalt 아우"(1957/59에 란트가스하우스 Landgasthaus로 재건됨)로 인기를 얻었지만, 재정적 이유로 매각되어야 했다. 그렇기 때문에 1911년 지역 산업체들이 이른바 아우-콘소시움을 설립하여 아우 언덕의 중간 부분을 각각 게스트 하우스와 함께 구입하고 목가적인 반도가 과도하게 건설되는 것을 방지하고 공적 이용을 위해 보존했다.
1920년대까지 마일리바흐 회사는 근처에 위치하며, 아우성의 현재 보트 하우스 위치에 있는 작은 인공 항구에서 소위 레디쉬프 수송 보트와 함께 공장에서 생산된 벽돌을 운송했다. 1951년 아우 언덕의 남쪽 경사면에 있는 포도밭은 이전 ‘과일 및 포도주 전문 학교’(Obst- und Weinfachschule)에 의해 교육 및 과학 목적으로 재건되었다. 구 오목장 주변에는 1976년 유서 깊은 과수원이 조성되었고, 1978년에는 와인 박물관이 문을 열었다.

## 볼거리
아우반도의 또 다른 하이라이트는 아우성의 넓은 공원, 반도와 그 보호 지역 주변의 하이킹 코스, 취리히제 호숫가의 피크닉 장소와 작은 야외 풀장, 와인 박물관과 포도원을 포함한다. 반도에는 유명한 레스토랑(Landgasthof)도 있다.

### 아우성

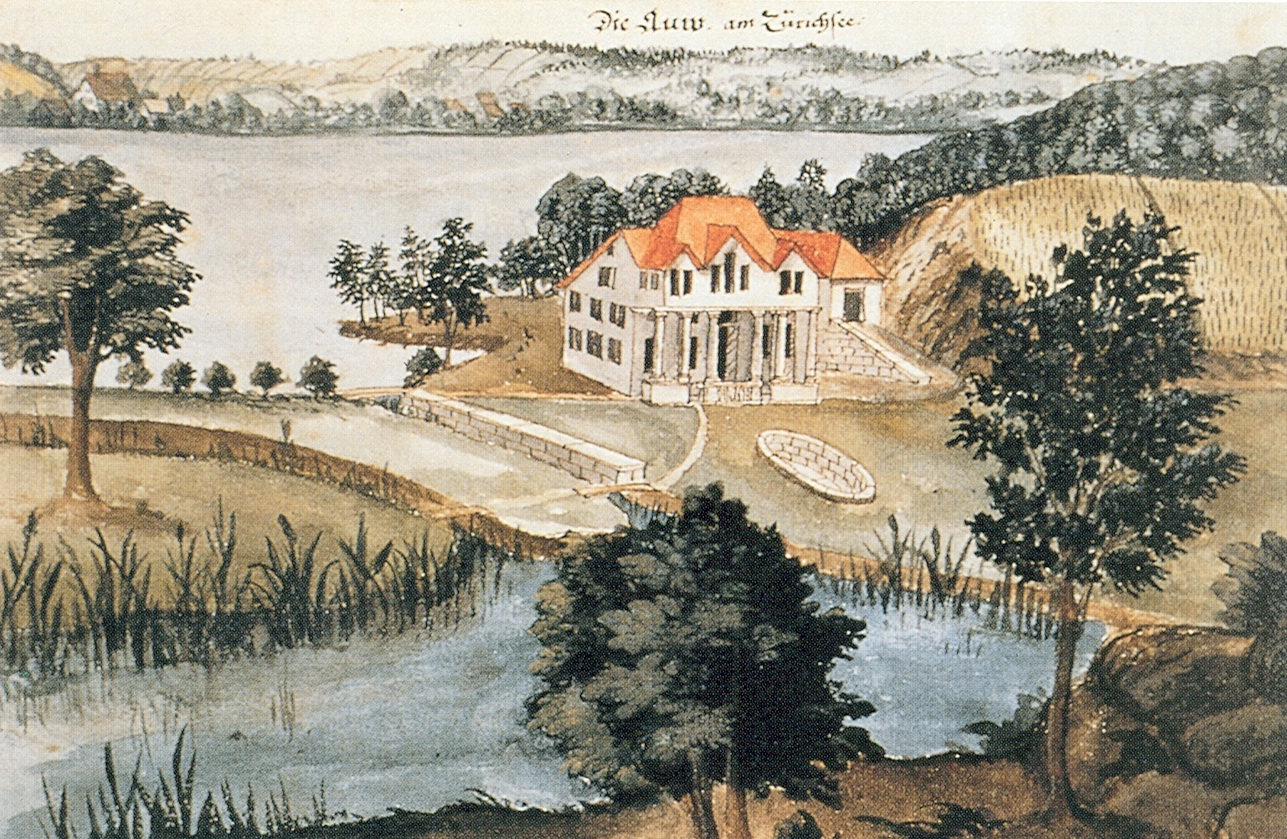
베르트뮐러 토지(1673)

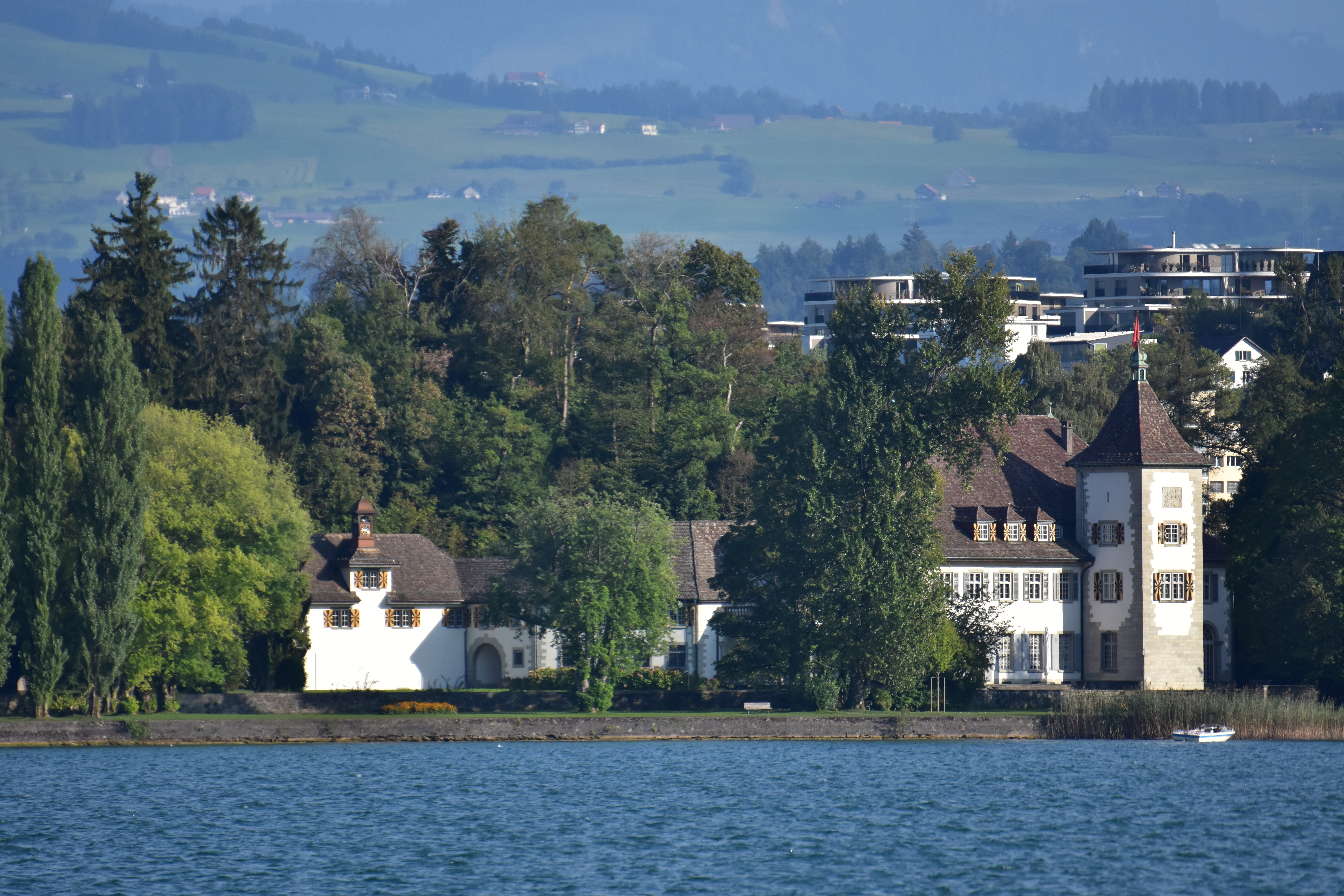
아우성

1650년에 취리히시로부터 한스 루돌프 베르트뮐러에게 토지가 주어졌다. 그는 베네치아 스타일의 별장을 지었고, 그곳에서 원예, 농업, 수산업, 심지어 대장간까지 일할 수 있었다. 아우 호수와 남쪽에 있는 포도밭도 1678년 베르트뮐러의 아들이 매각한 광대한 부지의 일부였다. 이 부지는 한스 폰 슐테스 – 보드머 대령의 소유로 넘어갔고, 그는 1928/29년에 그것을 재건했다. (건축가 요한 A. 프레이타크가 지은 신바로크 양식의 빌라이다.) 유명한 거주자 중에는 아우반도에서 태어난 작가 멘토나 모저(Mentona Moser, 1874~1971)가 있다. “나는 살았다”는 그녀가 출판한 책들 중 하나로 그 책 속에 아우와 관련된 묘사를 가지고 있다. 그녀의 어머니는 19세기 유럽에서 가장 부유한 여성 중 한 명으로 여겨졌다. 그녀의 거주지 벨르 오 브와 도흐몽(Belle au bois dormant)에서 그녀는 시인, 철학자, 과학자와 무역과 산업에서 타락한 사람들을 만났다. 사유지와 작은 육지 호수는 1989년부터 취리히주에 속해 있다. 1985년 에릭 알렉스 폰 슐테스는 26ha의 포괄적인 면적의 일부로 컨퍼런스 센터를 설립하기 위해 부동산을 광저우에 양도했다. 건물은 일반적으로 대중에게 부분적으로만 접근할 수 있지만, 성의 넓은 공원과 타워와 같은 구거 주택은 반도의 언덕에 더 많은 관심을 끌고 있다.

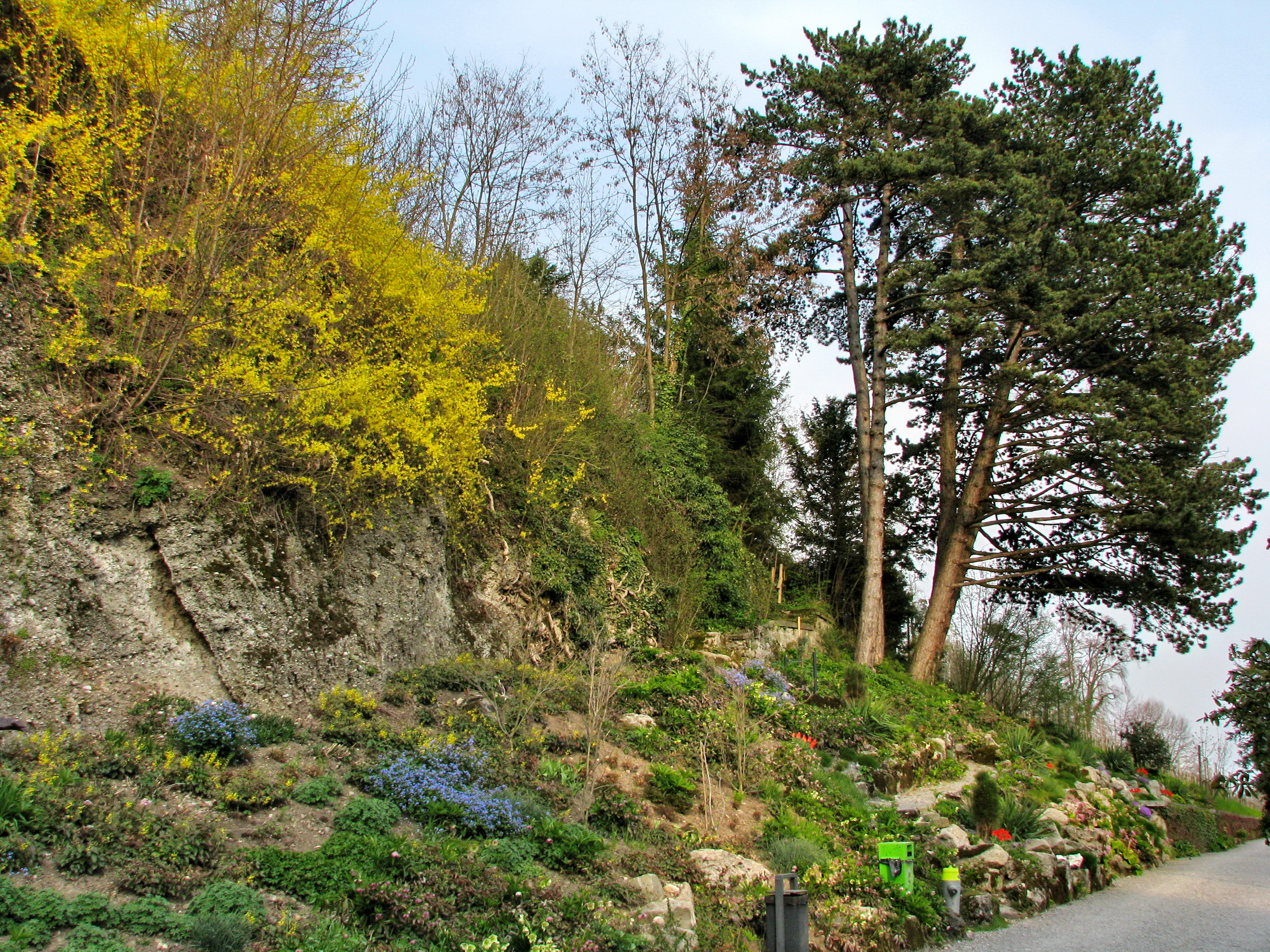
베르트뮐러 사유지 공원 (아우성)
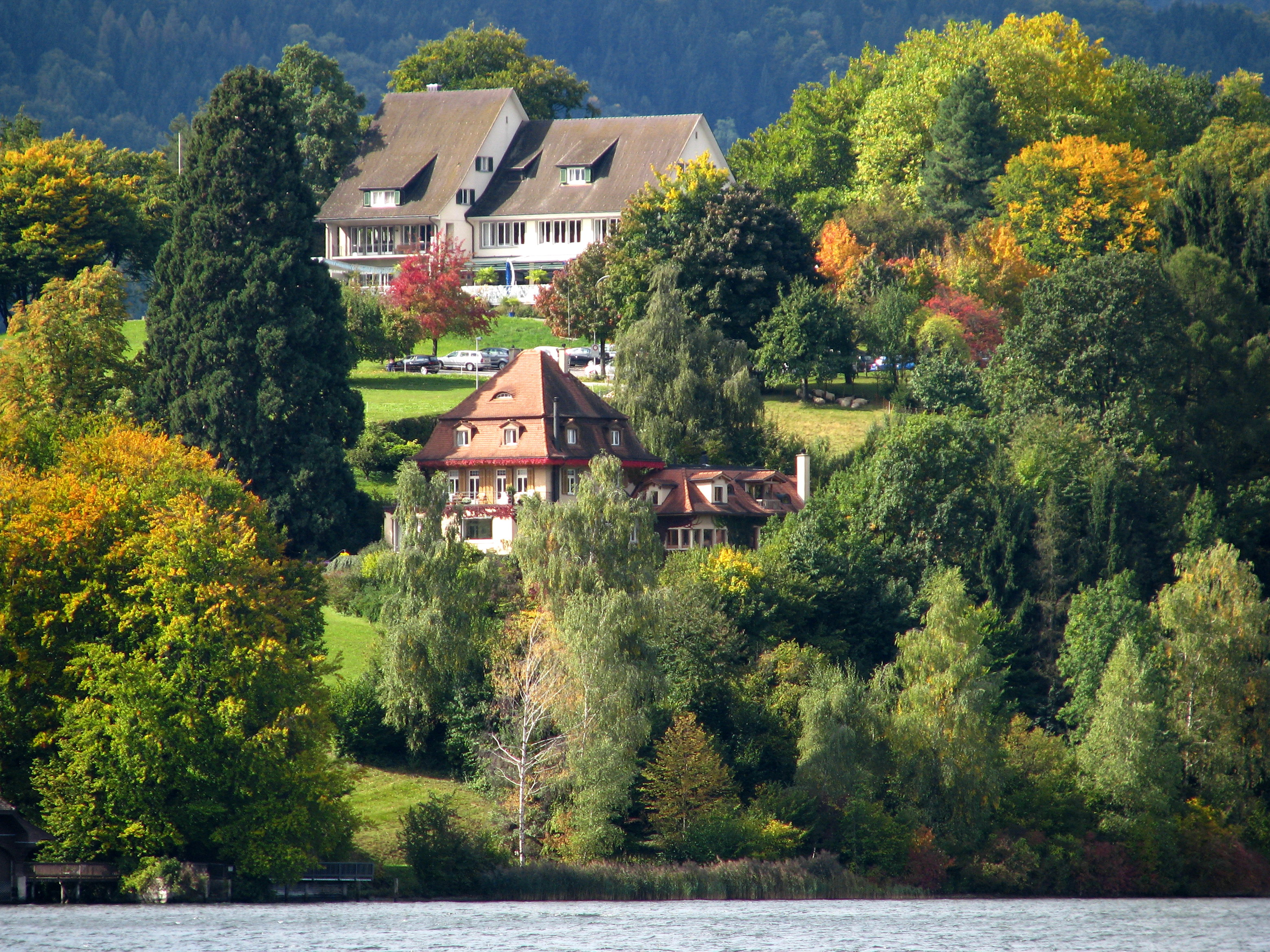
호수에서 본 언덕 식당
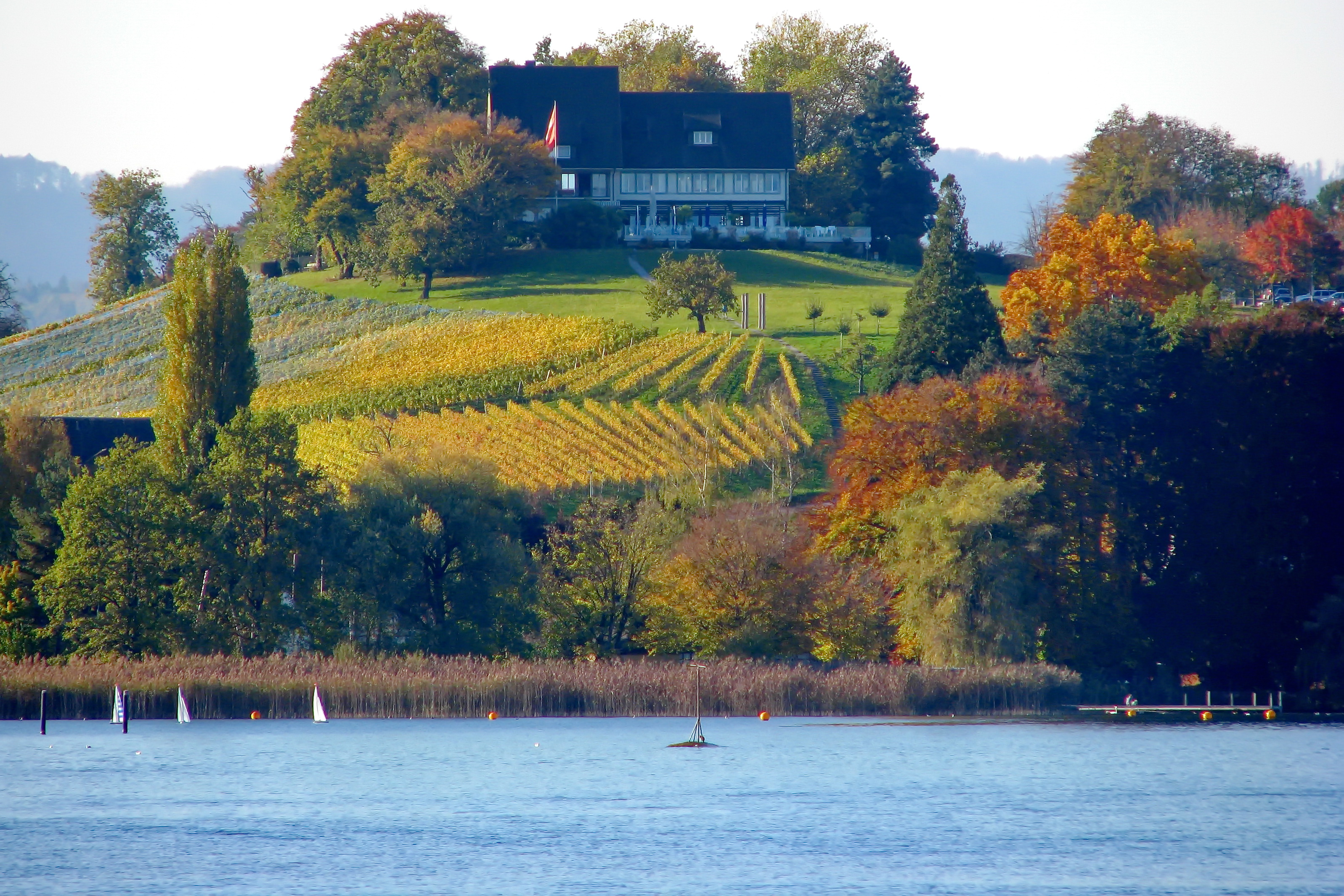
호반 박물관 포도밭
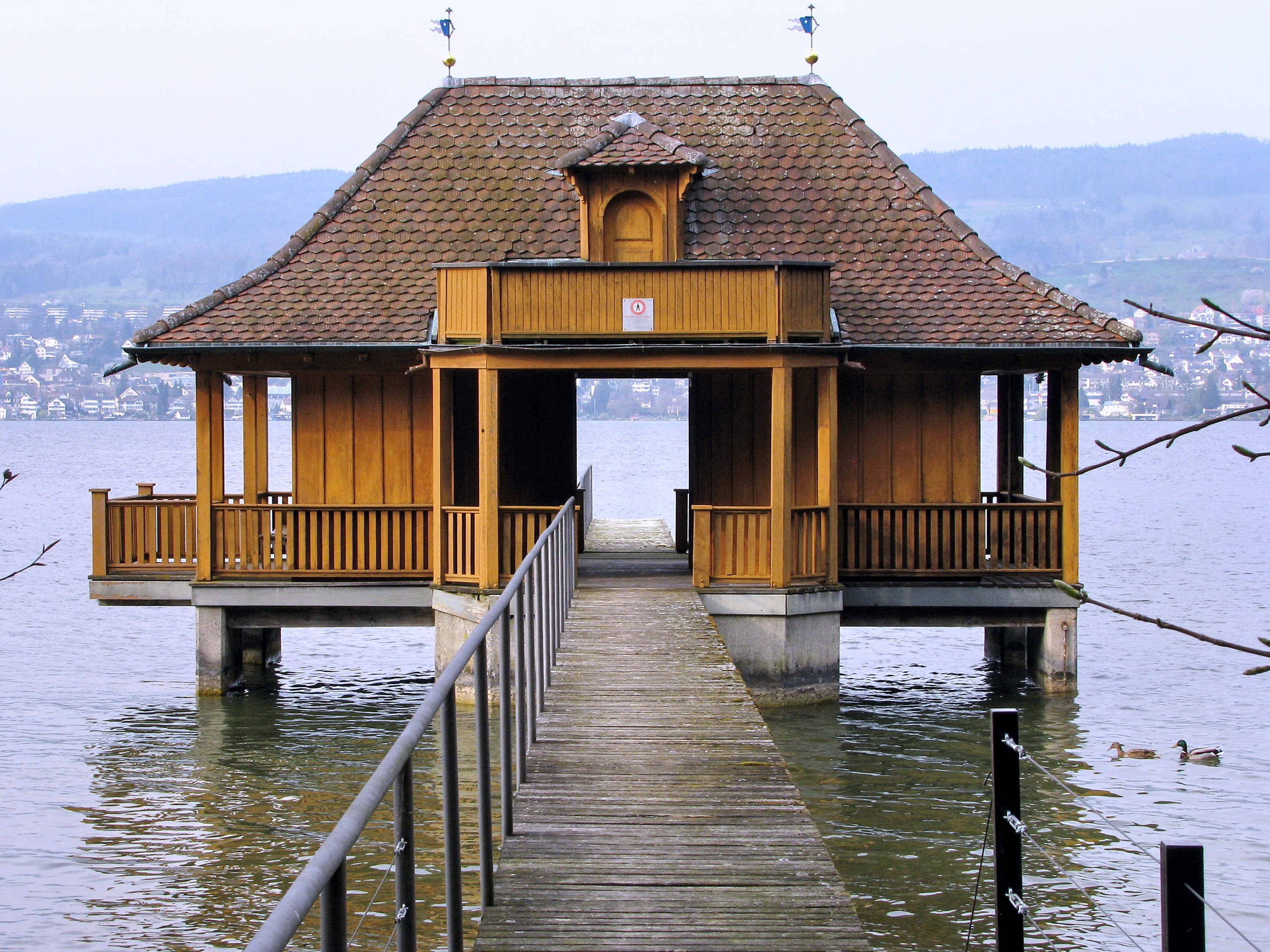
호반 정자
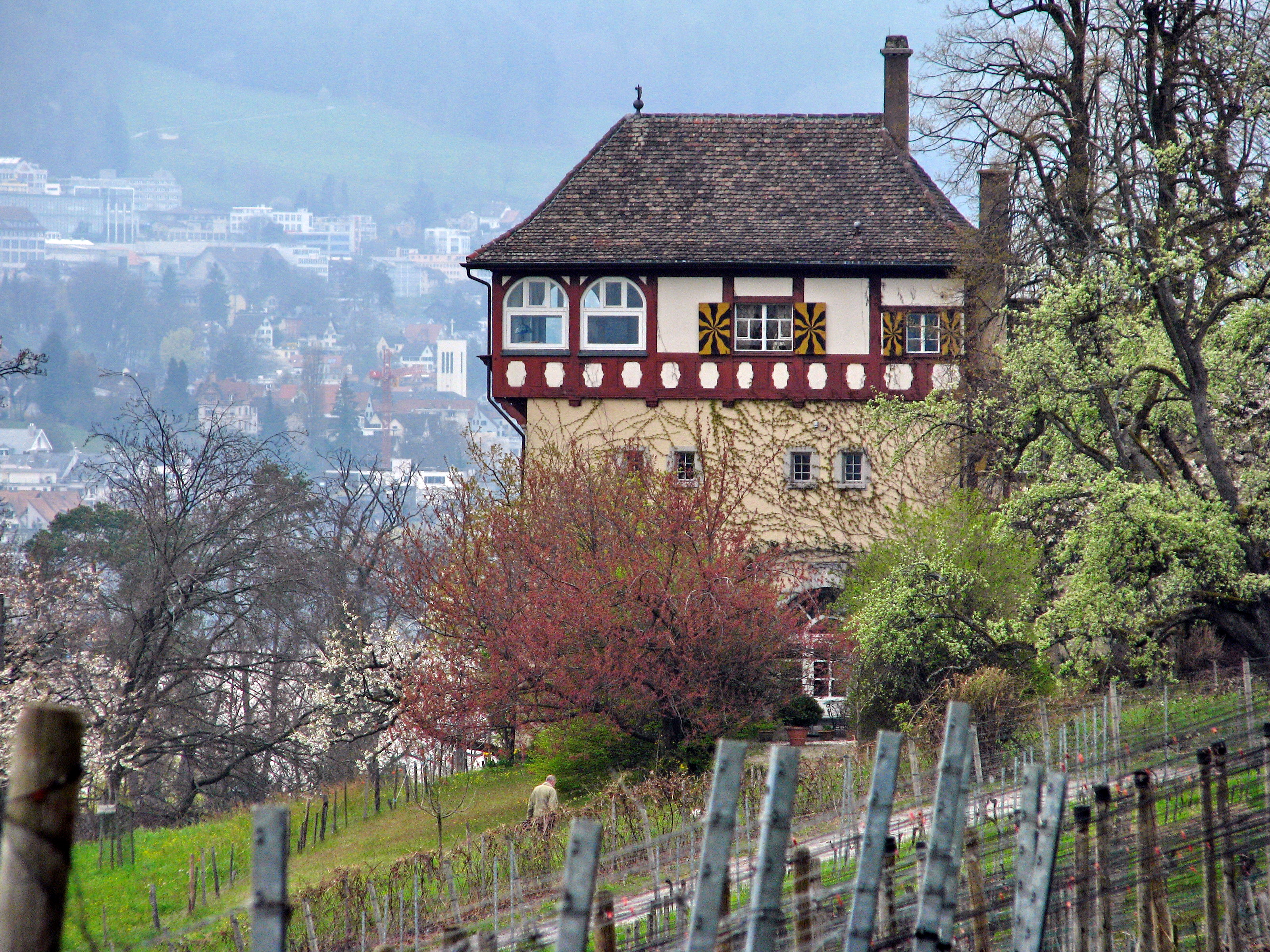
Gugger 하우스
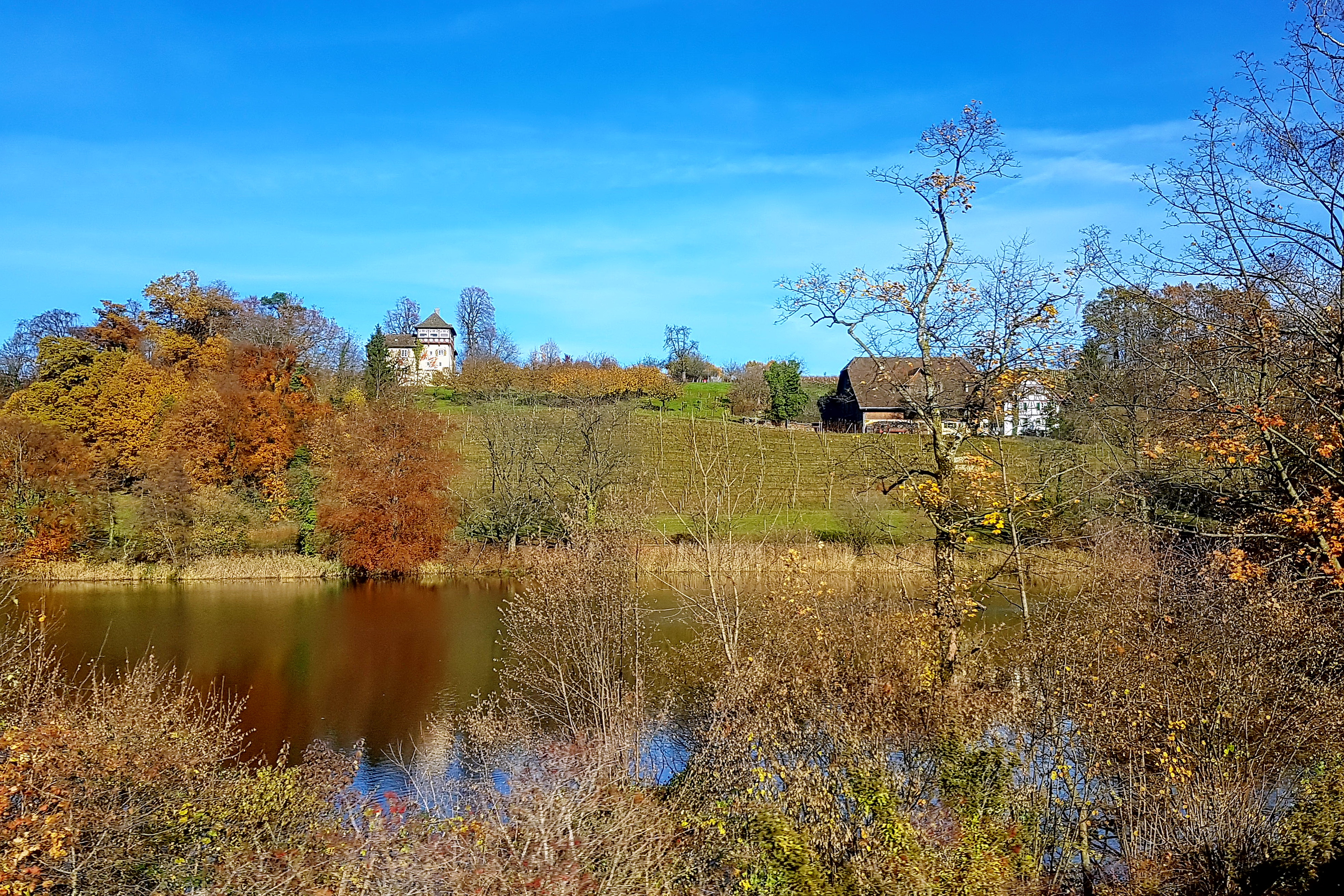
아우 호수, 남쪽의 작은 호수

### 와인 박물관과 포도밭
1978년 취리히 호수 포도주 박물관(Weinbaumuseum am Zürichsee)이 아우반도 기슭에 문을 열었고, 이 지역의 와인을 처음부터 현재까지 흥미롭게 살펴볼 수 있었다. 취리히 응용과학 대학(ZHAW)의 새로운 포도원 가장자리에 있는 개조된 헛간에는 전통적으로 재배되고 이전에 사용된 많은 품종으로 재배되는 유서 깊은 포도원이 있다.

## 교통
취리히제-해운회사(ZSG)에서 운영하는 관광 보트 여행은 취리히-뷔르클리플라츠와 라퍼스빌 사이를 항해한다.

## 문화 유산
취리히제 호숫가에 위치한 베덴스빌 -포어더 아우(Wädenswil–Vorder Au)는 유네스코 세계 문화 유산으로 지정된 56개의 스위스 유적지 중 일부이다. 또한 스위스 국가 중요 문화재 A급 대상으로 목록에 올라가 있다. 호수가 시간이 지남에 따라 크기가 커졌기 때문에 원래 말뚝은 현재 406m의 수위 아래 약 4m에서 7m이다.
아우성은 보조 건물과 공원은 스위스 국가와 지역 중요 문화재 목록에 지역 중요 B 등급 대상으로 등재되어 있다.